# Louise Carton
Louise Carton, född 16 april 1994, är en friidrottare från Belgien. Hon deltog vid olympiska sommarspelen 2016.